# 溪子下
溪子下，又寫為溪仔下，是臺灣嘉義縣東石鄉的一個傳統地域名稱，位於該鄉北部偏東。相較於今日行政區，其範圍大致包括溪下村不含北部西側凸出部分及東南端及南部邊界地帶中央一小段、港口村東部邊界地帶中南段、下揖村北部邊界地帶中西段、頂揖村西北端。

## 歷史
臺灣日治初期，溪子下地區為一（舊制）街庄，稱為「溪仔下庄」，隸屬於蔦松堡。該庄北隔北港溪與欍仔埔庄為界，東北與後崩山庄為鄰，東與頂揖仔藔庄為鄰，南邊為下揖仔藔庄，西邊為蚶仔藔庄。
1901年（日治明治三十四年）11月，全臺廢縣廳改設二十廳，該庄隸屬於嘉義廳。1903年（明治三十六年）6月，該庄編入「東石港區」，隸屬於嘉義廳。1909年（明治四十二年）10月，合併二十廳為十二廳，東石港區仍隸屬於嘉義廳。1920年（大正九年），全臺地方制度大改正，廢十二廳改設五州二廳，該庄改制並雅化為「溪子下」大字，隸屬於臺南州東石郡東石庄（新制街庄）。
戰後東石庄改制為東石鄉，隸屬於臺南縣，大字亦改制為村。1950年10月，雲、嘉、南分治，東石鄉改隸屬於嘉義縣。

## 聚落
本地區發展較早的聚落有溪仔下（舊庄）、舊欍仔埔、頂欍仔埔、下欍仔埔等，在日治期初期的官方地圖上已有記載。此外，本地區尚有中庄子聚落。

## 交通
鄉道嘉6線是鰲鼓至下舊仔埔的道路。
鄉道嘉9線是舊庄至東石的道路。